# Bourget-en-Huile
Bourget-en-Huile is een gemeente in het Franse departement Savoie (regio Auvergne-Rhône-Alpes) en telt 128 inwoners (2005). De plaats maakt deel uit van het arrondissement Chambéry.

## Geografie
De oppervlakte van Bourget-en-Huile bedraagt 6,8 km², de bevolkingsdichtheid is 18,8 inwoners per km².
De onderstaande kaart toont de ligging van Bourget-en-Huile met de belangrijkste infrastructuur en aangrenzende gemeenten.

## Demografie
Onderstaande figuur toont het verloop van het inwonertal (bron: INSEE-tellingen).